# Mon giapponese

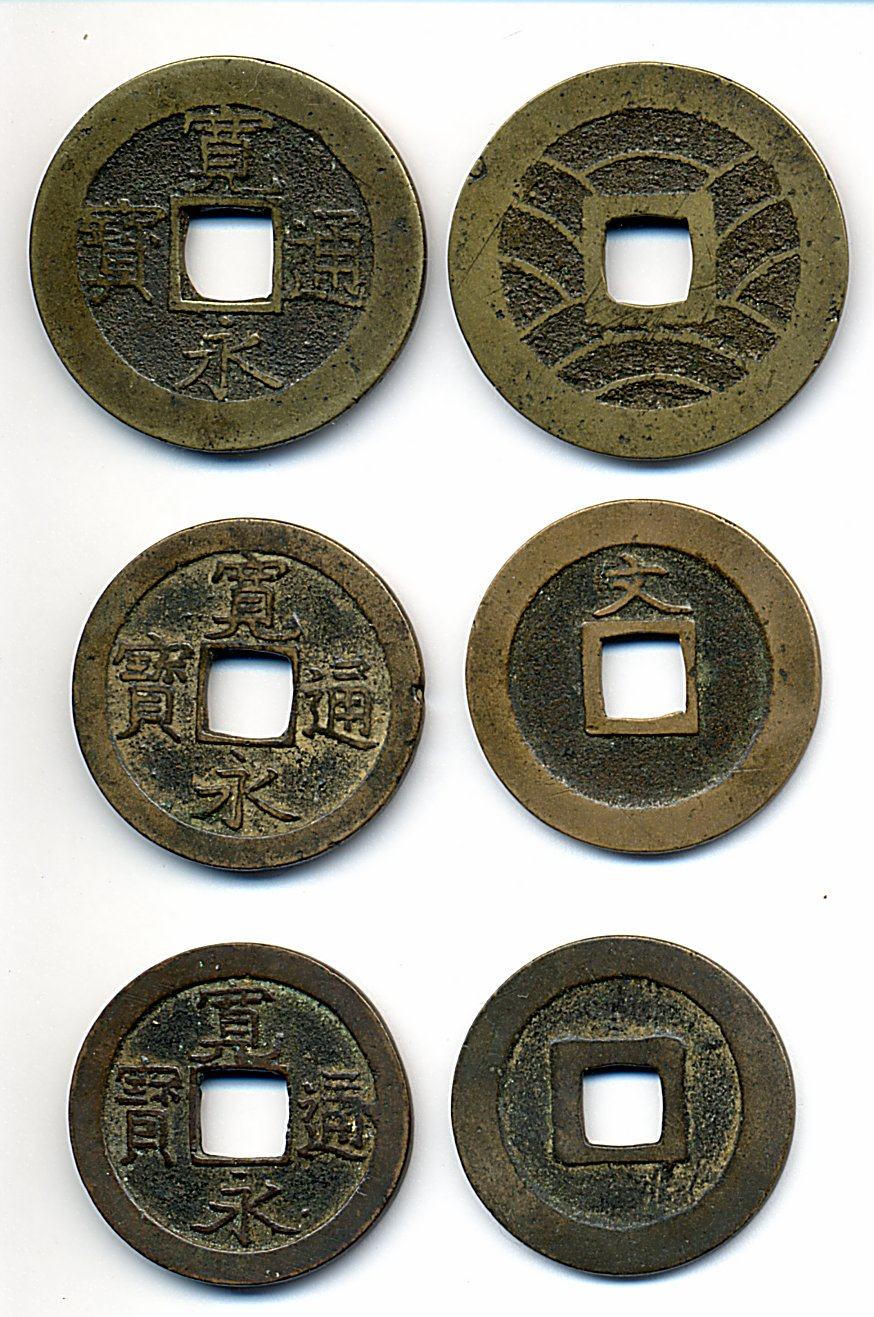
Monete Kan'ei Tsūhō (寛永通宝): quelle superiori valevano 4 mon, quelle inferiori uno.

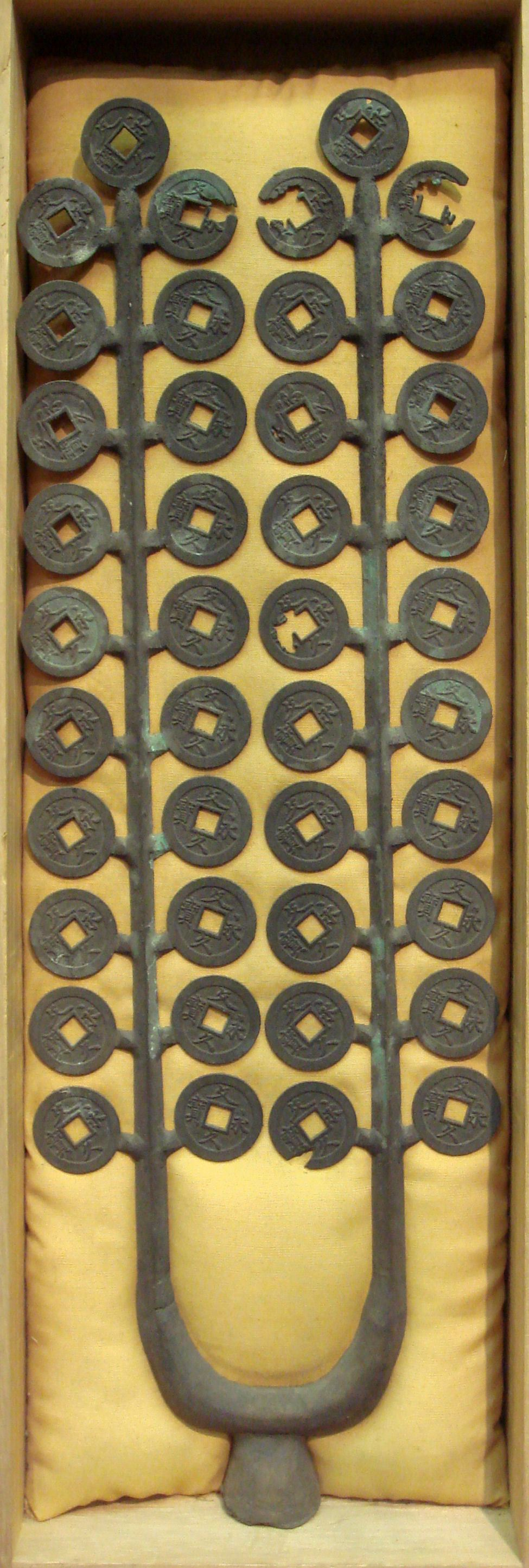
Bunkyū ēhō (文久永宝). Ramo "Edasen" (枝 銭) di monete del periodo Bunkyū a dimostrazione della tecnica per la fabbricazione dei mon che sarebbero poi state asportate.

Il mon (文?) era un'antica moneta giapponese utilizzata a partire dal periodo Muromachi, iniziato nel 1336, sino all'inizio del era Meiji (1868-1912).

## Storia
Il carattere cinese 文 venne utilizzato in tutta l'area della sfera d'influenza culturale della Cina, infatti questo carattere, oltre che per il mon, fu utilizzato per gli omologhi wén cinese, mun coreano e van vietnamita.
Le monete mon furono realizzate in rame o ferro e furono utilizzate al fianco delle valute in oro ed argento, chiamate shu, bu e ryō. 4000 mon corrispondevano a 16 shu che valevano 4 bu equivalenti ad 1 ryō.
Il mon venne sostituito ufficialmente dallo yen nel 1870 ma, continuarono a circolare ed essere utilizzati sino all'anno successivo. Nel 1871 entrarono in circolazione i primi francobolli nipponici, che vennero chiamati mon.